# Tipsport liga 2020
Tipsport liga 2020 byl již 23. ročníkem zimního fotbalového turnaje, který proběhl v Česku, na Slovensku a na Maltě v období od 8. do 27. ledna 2020. Turnaj byl rozdělen na 2 hlavní části (viz níže).

## Zimní Tipsport liga 2020
Zimní Tipsport liga 2020 byl již 23. ročníkem zimního fotbalového turnaje, který proběhl v Česku a na Slovensku v období od 8. do 22. ledna 2020. Zúčastnilo se ho 16 týmů, které byly rozděleny do 4 skupin po 4 týmech. Výsledky se zahrnovaly do celkové tabulky, ze které vyšel vítěz turnaje.

## Stadiony
Turnaj se hrál na 5 stadionech v 5 hostitelských městech.

Všechna utkání se odehrála na umělých trávách.
| Praha                       | Mladá Boleslav  | Dunajská Streda      | Vyškov            | Ostrava                  |
| --------------------------- | --------------- | -------------------- | ----------------- | ------------------------ |
| Sportovní areál Na Chvalech | Lokotrans arena | Mol football academy | Stadion Za Parkem | Tréninkové centrum Vista |

## Zápasy
Všechny časy zápasů jsou uvedeny ve středoevropském čase (SELČ +1).
| Vysvětlivky                     |
| ------------------------------- |
| Vítěz skupiny                   |
| Vítěz zápasu je tučně zvýrazněn |

### Skupina A
| Tým                  | Z | V | R | P | VG | IG | +/− | B |
| -------------------- | - | - | - | - | -- | -- | --- | - |
| Bohemians Praha 1905 | 3 | 2 | 0 | 1 | 6  | 2  | +4  | 6 |
| FK Jablonec          | 3 | 2 | 0 | 1 | 5  | 5  | 0   | 6 |
| FK Dukla Praha       | 3 | 1 | 0 | 2 | 9  | 5  | +4  | 3 |
| 1. FK Příbram        | 3 | 1 | 0 | 2 | 3  | 11 | −8  | 3 |

| 11. ledna 2020 10:30 |       |                |                                                     |
| Bohemians Praha 1905 | 2 : 1 | FK Dukla Praha | Sportovní areál Na Chvalech, Praha rozhodčí: Petřík |
| 6. Puškáč 87. Hronek |       | 85. Jakab      | Sportovní areál Na Chvalech, Praha rozhodčí: Petřík |

| 11. ledna 2020 13:00         |       |              |                                                    |
| 1. FK Příbram                | 3 : 1 | FK Jablonec  | Sportovní areál Na Chvalech, Praha rozhodčí: Hocek |
| 20. Díl 62. Soldát 75. Sehit |       | 56. Petrović | Sportovní areál Na Chvalech, Praha rozhodčí: Hocek |

| 15. ledna 2020 13:00 |       |                      |                                                       |
| FK Jablonec          | 1 : 0 | Bohemians Praha 1905 | Sportovní areál Na Chvalech, Praha rozhodčí: Pechanec |
| 5. Chramosta         |       |                      | Sportovní areál Na Chvalech, Praha rozhodčí: Pechanec |

| 18. ledna 2020 10:30                            |       |               |                                    |
| Bohemians Praha 1905                            | 4 : 0 | 1. FK Příbram | Sportovní areál Na Chvalech, Praha |
| 16. Šmíd 53. Hronek 57. Kvída (vla.) 86. Hronek |       |               | Sportovní areál Na Chvalech, Praha |

| 18. ledna 2020 13:00 |       |                                           |                                                    |
| FK Dukla Praha       | 2 : 3 | FK Jablonec                               | Sportovní areál Na Chvalech, Praha rozhodčí: Lerch |
| 69. Hašek 78. Dancák |       | 48. Pilík 58. Chramosta 67. Piroch (vla.) | Sportovní areál Na Chvalech, Praha rozhodčí: Lerch |

| 22. ledna 2020 10:30                                         |       |               |                                    |
| FK Dukla Praha                                               | 6 : 0 | 1. FK Příbram | Sportovní areál Na Chvalech, Praha |
| 11. Tetour 14. Holík 16. Holík 19. Ulmann 55. Kozma 74. Fišl |       |               | Sportovní areál Na Chvalech, Praha |

### Skupina B
| Tým               | Z | V | R | P | VG | IG | +/− | B |
| ----------------- | - | - | - | - | -- | -- | --- | - |
| FK Mladá Boleslav | 3 | 2 | 1 | 0 | 5  | 2  | +3  | 7 |
| AC Sparta Praha B | 3 | 0 | 3 | 0 | 2  | 2  | 0   | 3 |
| FC Hradec Králové | 3 | 0 | 2 | 1 | 1  | 2  | −1  | 2 |
| FK Varnsdorf      | 3 | 0 | 2 | 1 | 3  | 5  | −2  | 2 |

| 8. ledna 2020 10:30 |       |                  |                                                 |
| AC Sparta Praha B   | 1 : 1 | FK Varnsdorf     | Lokotrans arena, Mladá Boleslav rozhodčí: Musil |
| 15. Vácha           |       | 90. Breda (pen.) | Lokotrans arena, Mladá Boleslav rozhodčí: Musil |

| 11. ledna 2020 10:30 |       |                   |                                                 |
| FK Varnsdorf         | 1 : 1 | FC Hradec Králové | Lokotrans arena, Mladá Boleslav rozhodčí: Musil |
| 64. Barac            |       | 74. Šípek         | Lokotrans arena, Mladá Boleslav rozhodčí: Musil |

| 12. ledna 2020 13:00 |       |                   |                                                  |
| FK Mladá Boleslav    | 1 : 1 | AC Sparta Praha B | Lokotrans arena, Mladá Boleslav rozhodčí: Cihlář |
| 69. Tatajev          |       | 27. Patrák        | Lokotrans arena, Mladá Boleslav rozhodčí: Cihlář |

| 15. ledna 2020 13:00 |       |                   |                                 |
| FC Hradec Králové    | 0 : 1 | FK Mladá Boleslav | Lokotrans arena, Mladá Boleslav |
|                      |       | 29. Hönig         | Lokotrans arena, Mladá Boleslav |

| 18. ledna 2020 10:30               |       |              |                                 |
| FK Mladá Boleslav                  | 3 : 1 | FK Varnsdorf | Lokotrans arena, Mladá Boleslav |
| 13. Jiří Klíma 14. Pech 86. Wágner |       | 52. Šimon    | Lokotrans arena, Mladá Boleslav |

| 21. ledna 2020 10:30 |       |                   |                                                  |
| AC Sparta Praha B    | 0 : 0 | FC Hradec Králové | Lokotrans arena, Mladá Boleslav rozhodčí: Rejžek |
|                      |       |                   | Lokotrans arena, Mladá Boleslav rozhodčí: Rejžek |

### Skupina C
| Tým                         | Z | V | R | P | VG | IG | +/− | B |
| --------------------------- | - | - | - | - | -- | -- | --- | - |
| FC Zbrojovka Brno           | 3 | 2 | 0 | 1 | 9  | 6  | +3  | 6 |
| FC Nitra                    | 3 | 1 | 1 | 1 | 9  | 6  | +3  | 4 |
| MFK Skalica                 | 3 | 1 | 1 | 1 | 5  | 6  | −1  | 4 |
| FC DAC 1904 Dunajská Streda | 3 | 1 | 0 | 2 | 2  | 7  | −5  | 3 |

| 15. ledna 2020 13:00              |       |                                      |                                                      |
| FC Nitra                          | 3 : 3 | MFK Skalica                          | Mol football academy, Dunajská Streda rozhodčí: Kišš |
| 8. Ristovski 38. Farkaš 86. Mikuš |       | 21. Hlavatovič 29. Ranko 74. Popović | Mol football academy, Dunajská Streda rozhodčí: Kišš |

| 18. ledna 2020 13:00        |       |                                                                   |                                                        |
| FC DAC 1904 Dunajská Streda | 0 : 5 | FC Zbrojovka Brno                                                 | Mol football academy, Dunajská Streda rozhodčí: Smolák |
|                             |       | 15. Fousek 44. Přichystal 63. Přichystal 64. Pachlopník 88. Bariš | Mol football academy, Dunajská Streda rozhodčí: Smolák |

| 19. ledna 2020 10:30                                            |       |                   |                                                           |
| FC Nitra                                                        | 5 : 1 | FC Zbrojovka Brno | Mol football academy, Dunajská Streda rozhodčí: Prešinský |
| 4. Gatarič 41. Martišiak 69. Ristovski 82. Ristovski 88. Šefčík |       | 77. Pachlopník    | Mol football academy, Dunajská Streda rozhodčí: Prešinský |

| 19. ledna 2020 13:00 |       |                             |                                                     |
| MFK Skalica          | 1 : 0 | FC DAC 1904 Dunajská Streda | Mol football academy, Dunajská Streda rozhodčí: Ruc |
| 74. Hlavatovič       |       |                             | Mol football academy, Dunajská Streda rozhodčí: Ruc |

| 22. ledna 2020 10:30        |       |           |                                                       |
| FC DAC 1904 Dunajská Streda | 2 : 1 | FC Nitra  | Mol football academy, Dunajská Streda rozhodčí: Dohál |
| 62. Divković 84. Ramírez    |       | 60. Kuliš | Mol football academy, Dunajská Streda rozhodčí: Dohál |

| 22. ledna 2020 11:00              |       |             |                           |
| FC Zbrojovka Brno                 | 3 : 1 | MFK Skalica | Stadion Za Parkem, Vyškov |
| 11. Hladík 14. Hladík 30. Šumbera |       | 20. Frimmel | Stadion Za Parkem, Vyškov |

### Skupina D
| Tým                                     | Z | V | R | P | VG | IG | +/− | B |
| --------------------------------------- | - | - | - | - | -- | -- | --- | - |
| FC Baník Ostrava                        | 3 | 1 | 2 | 0 | 7  | 4  | +3  | 5 |
| MFK Karviná                             | 3 | 1 | 2 | 0 | 4  | 3  | +1  | 5 |
| FK Pohronie Žiar nad Hronom Dolná Ždaňa | 3 | 1 | 1 | 1 | 4  | 5  | −1  | 4 |
| 1. SK Prostějov                         | 3 | 0 | 1 | 2 | 5  | 8  | −3  | 1 |

| 10. ledna 2020 10:30  |       |                     |                                                       |
| FC Baník Ostrava      | 2 : 2 | 1. SK Prostějov     | Tréninkové centrum Vista, Ostrava rozhodčí: Vojkovský |
| 29. Chvěja 61. Buchta |       | 1. Teplý 53. Šteigl | Tréninkové centrum Vista, Ostrava rozhodčí: Vojkovský |

| 10. ledna 2020 13:45 |       |                                         |                                   |
| MFK Karviná          | 0 : 0 | FK Pohronie Žiar nad Hronom Dolná Ždaňa | Tréninkové centrum Vista, Ostrava |
|                      |       |                                         | Tréninkové centrum Vista, Ostrava |

| 14. ledna 2020 10:30 |       |                     |                                                      |
| MFK Karviná          | 1 : 1 | FC Baník Ostrava    | Tréninkové centrum Vista, Ostrava rozhodčí: Machálek |
| 26. Ba Loua          |       | 77. Stronati (pen.) | Tréninkové centrum Vista, Ostrava rozhodčí: Machálek |

| 18. ledna 2020 10:30           |       |                                 |                                   |
| 1. SK Prostějov                | 2 : 3 | MFK Karviná                     | Tréninkové centrum Vista, Ostrava |
| 66. Smékal 86. Koudelka (pen.) |       | 7. Lingr 45. Eduardo 56. Petráň | Tréninkové centrum Vista, Ostrava |

| 18. ledna 2020 13:00                               |       |                                         |                                   |
| FC Baník Ostrava                                   | 4 : 1 | FK Pohronie Žiar nad Hronom Dolná Ždaňa | Tréninkové centrum Vista, Ostrava |
| 37. Barkov 47. Stronati (pen.) 74. Buchta 88. Raab |       | 85. Abrahám                             | Tréninkové centrum Vista, Ostrava |

| 21. ledna 2020 10:30                    |       |                 |                                   |
| FK Pohronie Žiar nad Hronom Dolná Ždaňa | 3 : 1 | 1. SK Prostějov | Tréninkové centrum Vista, Ostrava |
| 14. Abrahám 39. Tandir 83 Abrahám       |       | 59. Koudelka    | Tréninkové centrum Vista, Ostrava |

## Souhrnná tabulka
| Vysvětlivky |
| ----------- |
| Vítěz       |

| Tým                                     | Z | V | R | P | VG | IG | +/− | B |
| --------------------------------------- | - | - | - | - | -- | -- | --- | - |
| FK Mladá Boleslav                       | 3 | 2 | 1 | 0 | 5  | 2  | +3  | 7 |
| Bohemians Praha 1905                    | 3 | 2 | 0 | 1 | 6  | 2  | +4  | 6 |
| FC Zbrojovka Brno                       | 3 | 2 | 0 | 1 | 9  | 6  | +3  | 6 |
| FK Jablonec                             | 3 | 2 | 0 | 1 | 5  | 5  | 0   | 6 |
| FC Baník Ostrava                        | 3 | 1 | 2 | 0 | 7  | 4  | +3  | 5 |
| MFK Karviná                             | 3 | 1 | 2 | 0 | 4  | 3  | +1  | 5 |
| FC Nitra                                | 3 | 1 | 1 | 1 | 9  | 6  | +3  | 4 |
| MFK Skalica                             | 3 | 1 | 1 | 1 | 5  | 6  | −1  | 4 |
| FK Pohronie Žiar nad Hronom Dolná Ždaňa | 3 | 1 | 1 | 1 | 4  | 5  | −1  | 4 |
| FK Dukla Praha                          | 3 | 1 | 0 | 2 | 9  | 5  | +4  | 3 |
| AC Sparta Praha B                       | 3 | 0 | 3 | 0 | 2  | 2  | 0   | 3 |
| FC DAC 1904 Dunajská Streda             | 3 | 1 | 0 | 2 | 2  | 7  | −5  | 3 |
| 1. FK Příbram                           | 3 | 1 | 0 | 2 | 3  | 11 | −8  | 3 |
| FC Hradec Králové                       | 3 | 0 | 2 | 1 | 1  | 2  | −1  | 2 |
| FK Varnsdorf                            | 3 | 0 | 2 | 1 | 3  | 5  | −2  | 2 |
| 1. SK Prostějov                         | 3 | 0 | 1 | 2 | 5  | 8  | −3  | 1 |

## Statistiky hráčů

### Střelci
Přehled střelců turnaje

### Žluté karty
Přehled hráčů alespoň jednou potrestaných žlutou kartou

### Červené karty
Přehled hráčů nejméně jednou potrestaných červenou kartou (přímo i po dvou žlutých kartách)

## Tipsport Malta cup 2020
Tipsport Malta cup 2020 byl již 2. ročníkem zimního fotbalového turnaje, který proběhl na Maltě v období od 25. do 27. ledna 2020. Zúčastnili se ho 4 týmy (obhájce vítězství v Malta cupu i Zimní lize + 2 pozvané týmy), které se mezi sebou utkaly pavoukovým způsobem (semifinále, finále).

## Stadiony
Turnaj se hrál na 1 stadionu v 1 hostitelském městě.
| Attard                   |
| ------------------------ |
| Národní stadion Ta' Qali |

## Zápasy
Všechny časy zápasů jsou uvedeny ve středoevropském čase (SELČ +1).

### Pavouk
|  | Semifinále                                               | Semifinále               |       |  | Finále                                                   | Finále |  |
|  |                                                          |                          |       |  |                                                          |        |  |
|  | 25. ledna 2020, 11:00 – Národní stadion Ta' Qali, Attard |                          |       |  |                                                          |        |  |
|  | FC Zbrojovka Brno                                        | 3                        |       |  |                                                          |        |  |
|  | FC Baník Ostrava                                         | 2                        |       |  |                                                          |        |  |
|  |                                                          |                          |       |  |                                                          |        |  |
|  |                                                          |                          |       |  | 27. ledna 2020, 13:30 – Národní stadion Ta' Qali, Attard |        |  |
|  |                                                          |                          |       |  | FC Zbrojovka Brno                                        | 1 (3)  |  |
|  |                                                          | FK Mladá Boleslav (pen.) | 1 (4) |  |                                                          |        |  |
|  |                                                          |                          |       |  |                                                          |        |  |
|  |                                                          |                          |       |  |                                                          |        |  |
|  |                                                          |                          |       |  |                                                          |        |  |
|  | 25. ledna 2020, 13:30 – Národní stadion Ta' Qali, Attard |                          |       |  |                                                          |        |  |
|  | FK Mladá Boleslav                                        | 5                        |       |  |                                                          |        |  |
|  | FC DAC 1904 Dunajská Streda                              | 0                        |       |  |                                                          |        |  |

### Semifinále
| 25. ledna 2020 11:00                |       |                    |                                  |
| FC Zbrojovka Brno                   | 3 : 2 | FC Baník Ostrava   | Národní stadion Ta' Qali, Attard |
| 23. Přichystal 46. Fousek 82. Vintr |       | 8. Jánoš 12. Jánoš | Národní stadion Ta' Qali, Attard |

| 25. ledna 2020 13:30                                               |       |                             |                                  |
| FK Mladá Boleslav                                                  | 5 : 0 | FC DAC 1904 Dunajská Streda | Národní stadion Ta' Qali, Attard |
| 27. Jiří Klíma 45. Pudil 50. Jiří Klíma 74. Pech 90. Wágner (pen.) |       |                             | Národní stadion Ta' Qali, Attard |

### O 3. místo
| 27. ledna 2020 11:00 |                     |                             |                                  |
| FC Baník Ostrava     | 1 : 1 4 : 5 na pen. | FC DAC 1904 Dunajská Streda | Národní stadion Ta' Qali, Attard |
| 72. Smola            |                     | 56. Davis                   | Národní stadion Ta' Qali, Attard |

### Finále
| 27. ledna 2020 13:30 |                     |                   |                                  |
| FC Zbrojovka Brno    | 1 : 1 3 : 4 na pen. | FK Mladá Boleslav | Národní stadion Ta' Qali, Attard |
| 61. Fousek           |                     | 45. Wágner        | Národní stadion Ta' Qali, Attard |

## Statistiky hráčů

### Střelci
Přehled střelců turnaje

### Žluté karty
Přehled hráčů alespoň jednou potrestaných žlutou kartou

### Červené karty
Přehled hráčů nejméně jednou potrestaných červenou kartou (přímo i po dvou žlutých kartách)